# Gai Valeri Potit Volús (cònsol 410 aC)
Gai Valeri Patit Volús (en llatí Caius Valerius Potitus Volusus) va ser un magistrat romà. Formava part de la gens Valèria, de la família dels Valeri Potit. Probablement era fill de Luci Valeri Potit, cònsol el 449 aC.
Va ser elegit tribú amb potestat consular l'any 415 aC i cònsol amb Mamerc Emili Mamercí el 410 aC. Va recuperar Arx Carventana que havia estat conquerida pels volscs i va rebre una ovació al retornar a la ciutat. Va ser altre cop tribú amb potestat consular el 407 aC i una tercera vegada el 404 aC.